# Atilio Ancheta
Atilio Genaro Ancheta Weigel (Montevideo, 19 luglio 1948) è un cantante, allenatore di calcio ed ex calciatore uruguaiano, di ruolo difensore.
Una volta ritiratosi dall'attività sportiva, è entrato nel mondo della musica, pubblicando CD contenenti brani di bolero cantati da lui stesso.

## Caratteristiche tecniche
Giocava come difensore; dapprima iniziò nel ruolo di terzino destro, ma successivamente fu spostato al centro della difesa.

## Carriera

### Club
A livello giovanile mosse i primi passi nel San Lorenzo de Florida, fondato dai suoi fratelli, e nel 1966 passò al Club Nacional de Football di Montevideo. Con questa società vinse tre campionati nazionali consecutivi, nonché la Coppa Libertadores 1971. In seguito a questa vittoria si trasferì al Grêmio, in Brasile, dove ebbe successo conquistando il posto da titolare e anche il premio per il miglior giocatore del campionato, la Bola de Ouro, nel 1973. Rimase a lungo con la squadra di Porto Alegre, vincendo anche due campionati statali. Dopo un'esperienza in Colombia, tornò al Nacional, in patria, per chiudere la carriera.

### Nazionale
Convocato per il campionato del mondo 1970, raggiunse il quarto posto nella competizione, giocando da titolare tutte le partite. Nel 1973 ebbe problemi con la dirigenza della Federazione uruguaiana, che gli causarono l'esclusione dalla lista di convocati per Germania Ovest 1974. In tutto conta venti presenze con una rete segnata con la maglia della Nazionale.

## Palmarès

### Club

#### Competizioni nazionali
- Campionato uruguaiano: 3

Nacional: 1969, 1970, 1971
- Campionato Gaúcho: 2

Grêmio: 1977, 1979

#### Competizioni internazionali
- Coppa Libertadores: 1

Nacional: 1971

### Individuale
- Bola de Ouro: 1

1973